# Ross Perot
Henry Ross Perot (Texarkana, Texas, 1930. június 27. – Dallas, Texas, 2019. július 9.) Texasból származó amerikai üzletember.
Perot 1962-ben alapította cégét, az Electronic Data Systems (EDS)-t, amelyet 1984-ben a General Motors vásárolt meg. Másik jelentős vállalatát, a Perot Systemst 1988-ban hozta létre, amelyet 2009-ben a Dell 3,9 milliárd dollárért vásárolt meg.
Az 1992-es és az 1996-os amerikai elnökválasztás egyik jelöltje volt, az elsőn függetlenként, a másodikon az 1995-ben általa alapított Reform Párt színeiben indult.